# Dan Duščak
Dan Duščak (Lubiana, 2 luglio 2002) è un cestista sloveno.

## Biografia
È il figlio dell'allenatore ed ex cestista Slavko Duščak.

## Carriera

### Nazionale
Nel 2022 ha partecipato all'Europeo Under-20, disputato in Montenegro e terminato al decimo posto finale.

## Palmarès
- Campionato sloveno: 2

Cedevita Olimpija: 2020-2021, 2021-2022
- Coppa di Slovenia: 1

Cedevita Olimpija: 2022
- Supercoppa slovena: 2

Cedevita Olimpija: 2020, 2021